# Wilma Kazius
Wilma Kazius (Rotterdam, 12 ottobre 1954) è un'ex cestista olandese.

## Carriera
Con i Paesi Bassi ha disputato i Campionati europei del 1980.